# Мирный (муниципальное образование город Ефремов)
Мирный — посёлок в Тульской области России.
В рамках административно-территориального устройства включается в Тормасовский сельский округ Ефремовского района, в рамках организации местного самоуправления входит в муниципальное образование город Ефремов со статусом городского округа.

## География
Расположен в 19 км к северо-востоку от города Ефремов.

## Население
| 2002 | 2004 | 2010 |
| ---- | ---- | ---- |
| 409  | ↗481 | ↘446 |